# Kosovac
Kosovac je naseljeno mjesto u Republici Hrvatskoj u općini Gornji Bogićevci u Brodsko-posavskoj županiji. U Kosovcu je rođen hrvatski pisac Grigor Vitez, a u njemu je i sahranjen.

## Zemljopis
Kosovac se nalazi zapadno od Nove Gradiške sjeverno od željezničke pruge Zagreb - Vinkovci između Okučana na zapadu, Gornjih Bogićevaca na istoku i Dubovca na jugu.

## Stanovništvo
Prema popisu stanovništva iz 2001. godine Kosovac je imao 289 stanovnika, od čega 249 Hrvata, 23 Srba i 8 Čeha. 
| broj stanovnika | 117   | 165   | 145   | 179   | 214   | 345   | 403   | 493   | 398   | 377   | 336   | 354   | 347   | 232   | 289   | 220   | 135   |
|                 | 1857. | 1869. | 1880. | 1890. | 1900. | 1910. | 1921. | 1931. | 1948. | 1953. | 1961. | 1971. | 1981. | 1991. | 2001. | 2011. | 2021. |